# Willi Holdorf
Pour les articles homonymes, voir Holdorf.
Willi Holdorf, né le 17 février 1940 à Blomesche Wildnis (Schleswig-Holstein) et mort le 5 juillet 2020 à Achterwehr (Schleswig-Holstein), est un athlète ouest-allemand, spécialiste du décathlon.

## Biographie
Concourant pour l'équipe unifiée d'Allemagne, Willi Holdorf remporte la médaille d'or aux Jeux olympiques de Tokyo en 1964.
Il est élu personnalité sportive allemande de l'année en 1964.

### Palmarès
| Date | Compétition           | Lieu     | Résultat | Points |
| ---- | --------------------- | -------- | -------- | ------ |
| 1962 | Championnats d'Europe | Belgrade | 5e       | 7 523  |
| 1964 | Jeux olympiques       | Tokyo    | 1er      | 7 887  |